# 瓦巴纳基联盟
瓦巴纳基联盟（Wabanaki、Wabenaki、Wobanaki，意为“黎明之人”或“东方人”；也称瓦巴纳基亚，意为“黎明之地”）是北美洲的一个第一民族和美洲原住民联盟，由5个主要的东部阿尔冈昆民族组成：阿贝纳基人、米克马克人、沃拉斯托基人、帕萨马夸迪人和佩诺布斯科特人。
联盟中曾经还有更多的部落及众多小群体。由于屠杀、部落整合及族群标签转变，纳兰索克人、阿勒莫西斯基人、佩纳库克人、索科基人和卡尼巴斯人等原住部落被吸收进这5个较大的族群中。
瓦巴纳基联盟的成员，即瓦巴纳基雅克人，居住于他们所称的瓦巴纳基地区（意为“黎明之地”），大致对应于曾为法国殖民地的阿卡迪亚地区。其领土范围包括美国的缅因州、新罕布什尔州和佛蒙特州，以及加拿大的新不伦瑞克省、新斯科舍省大陆部分、布雷顿角岛、爱德华王子岛，和魁北克省的圣劳伦斯河以南部分、安蒂科斯蒂岛以及纽芬兰。